# Ясное (Джанкойский район)
Я́сное (укр. Ясне, крымскотат. Yasnoye, Ясное) — посёлок в Джанкойском районе Крыма, входит в состав  Лобановского сельского поселения (Лобановского сельского совета).

## Население
| 2001 | 2014 |
| ---- | ---- |
| 102  | ↘90  |

## Современное состояние
На 2017 год в Ясном числится 2 улицы — Богемская и Железнодорожная; на 2009 год, по данным сельсовета, село занимало площадь 12,4 гектара на которой, в 36 дворах, проживало 87 человек. С райцентром, городами Крыма и соседними населёнными пунктами село связано пригородными поездами.

## География
Ясное — посёлок в западной части района, при станции Богемка железнодорожной линии Джанкой — Армянск. Ближайшие сёла: Жилино в 0,8 км на юг , Лобаново в 0,9 км на запад и Ударное — в 0,7 километра на север, высота над уровнем моря — 25 м. Расстояние до райцентра — около 18 километров (по шоссе). Транспортное сообщение осуществляется по региональной автодороге 35А-001 граница с Украиной — Джанкой — Феодосия — Керчь (по украинской классификации — М-17).

## История
Посёлок был основан рабочими МТС в 1956 году. Время включения в Лобановский сельсовет пока не установлено: на 15 июня 1960 года село уже числилось в его составе. С 12 февраля 1991 года посёлок в восстановленной Крымской АССР, 26 февраля 1992 года переименованной в Автономную Республику Крым. С 18 марта 2014 года — де-факто в составе Республики Крым России.